# Slagg

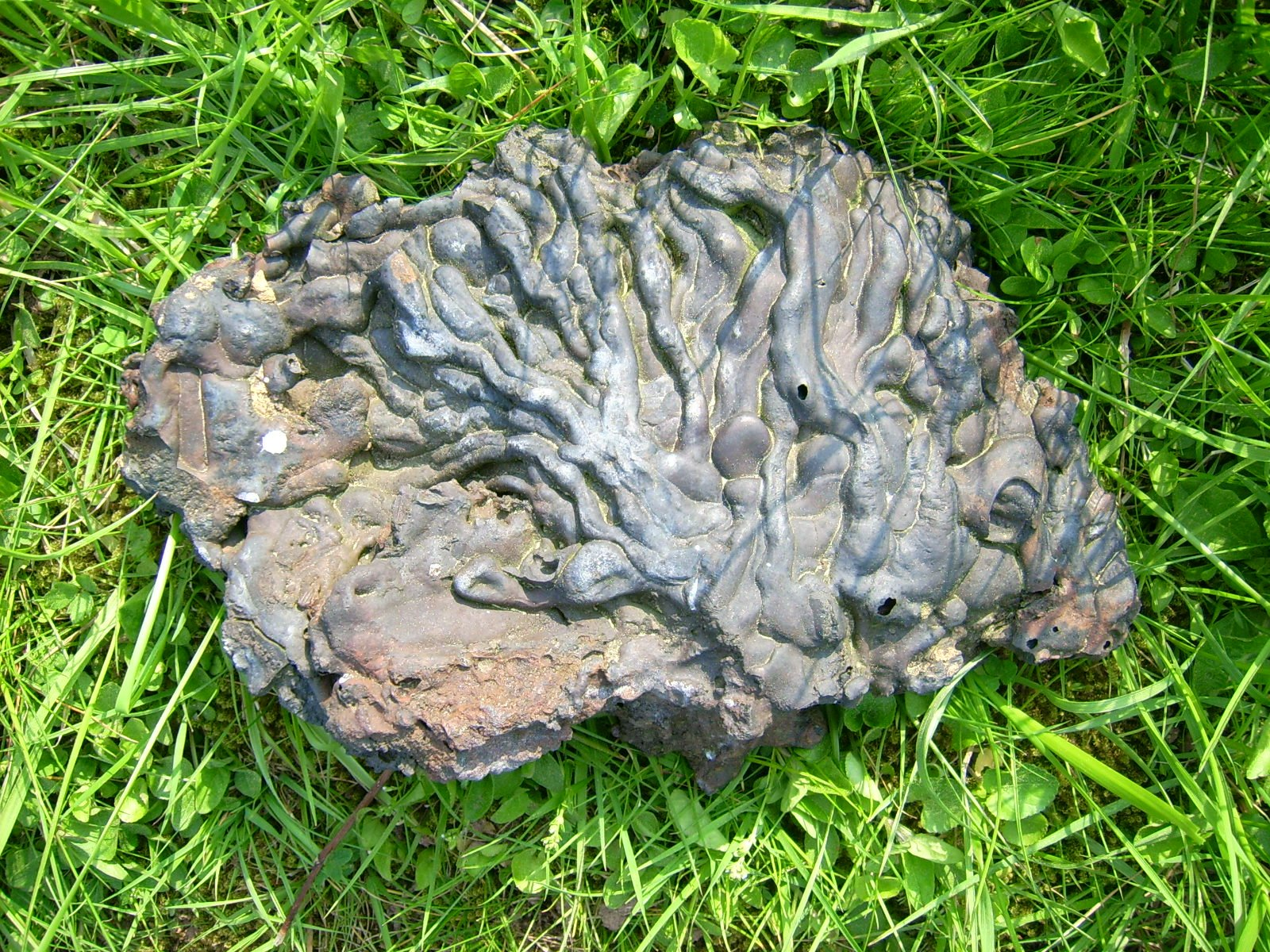
Slagg.

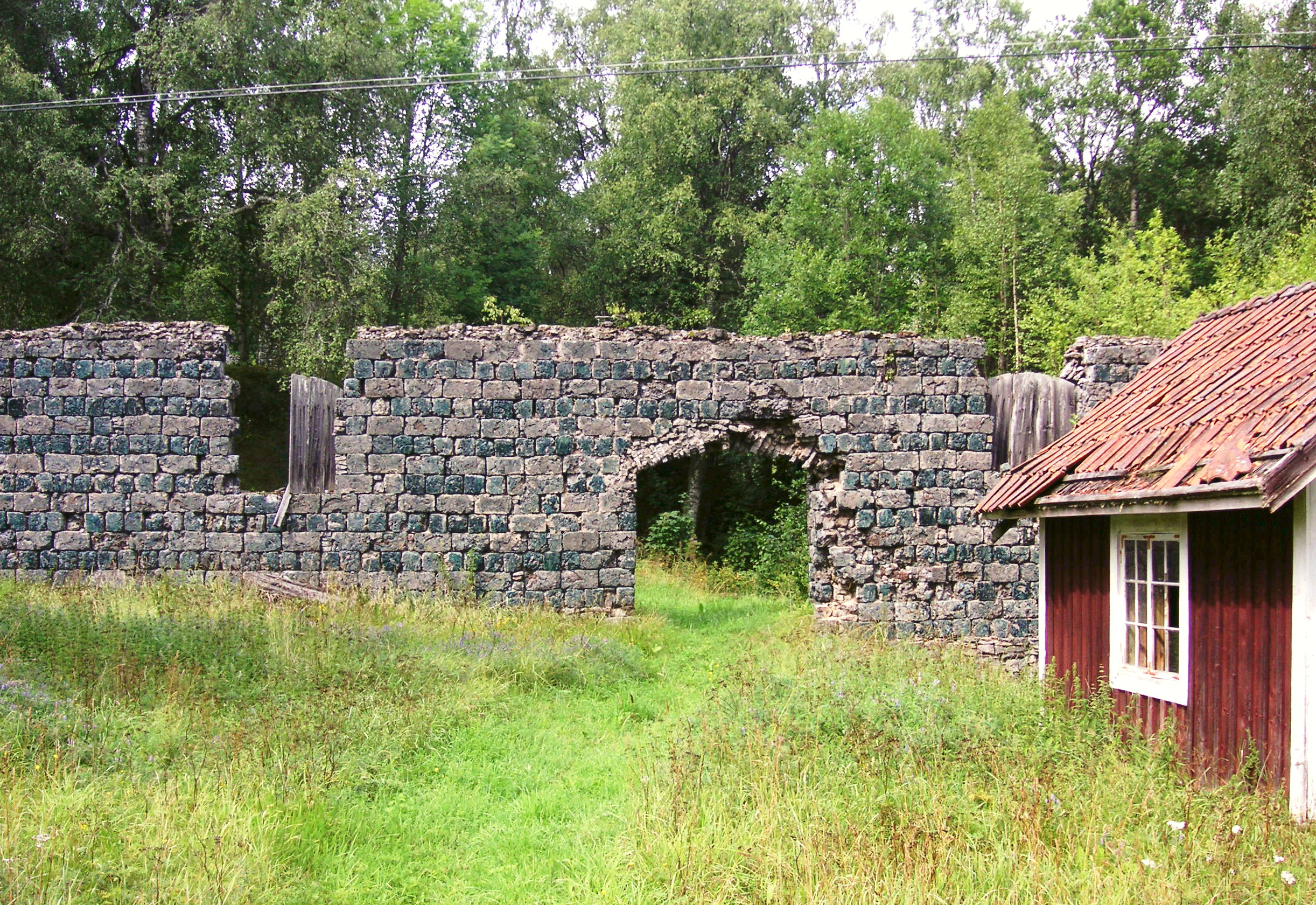
Mönstermurning med slaggsten, Laxsjön, Ludvika kommun.

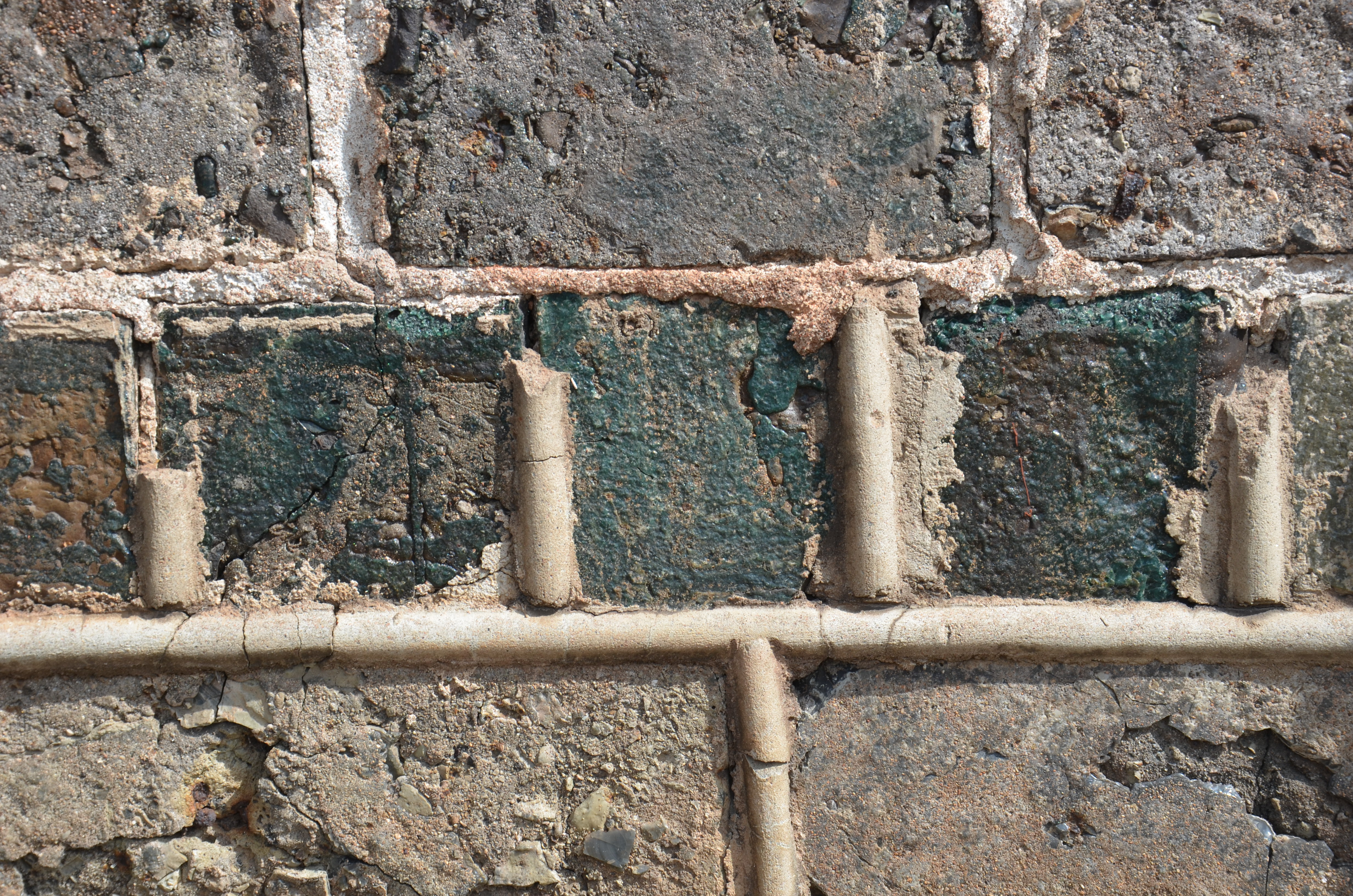
Slaggsten använd för att mura upp Gröndalsgruvans lave, Klackberg.

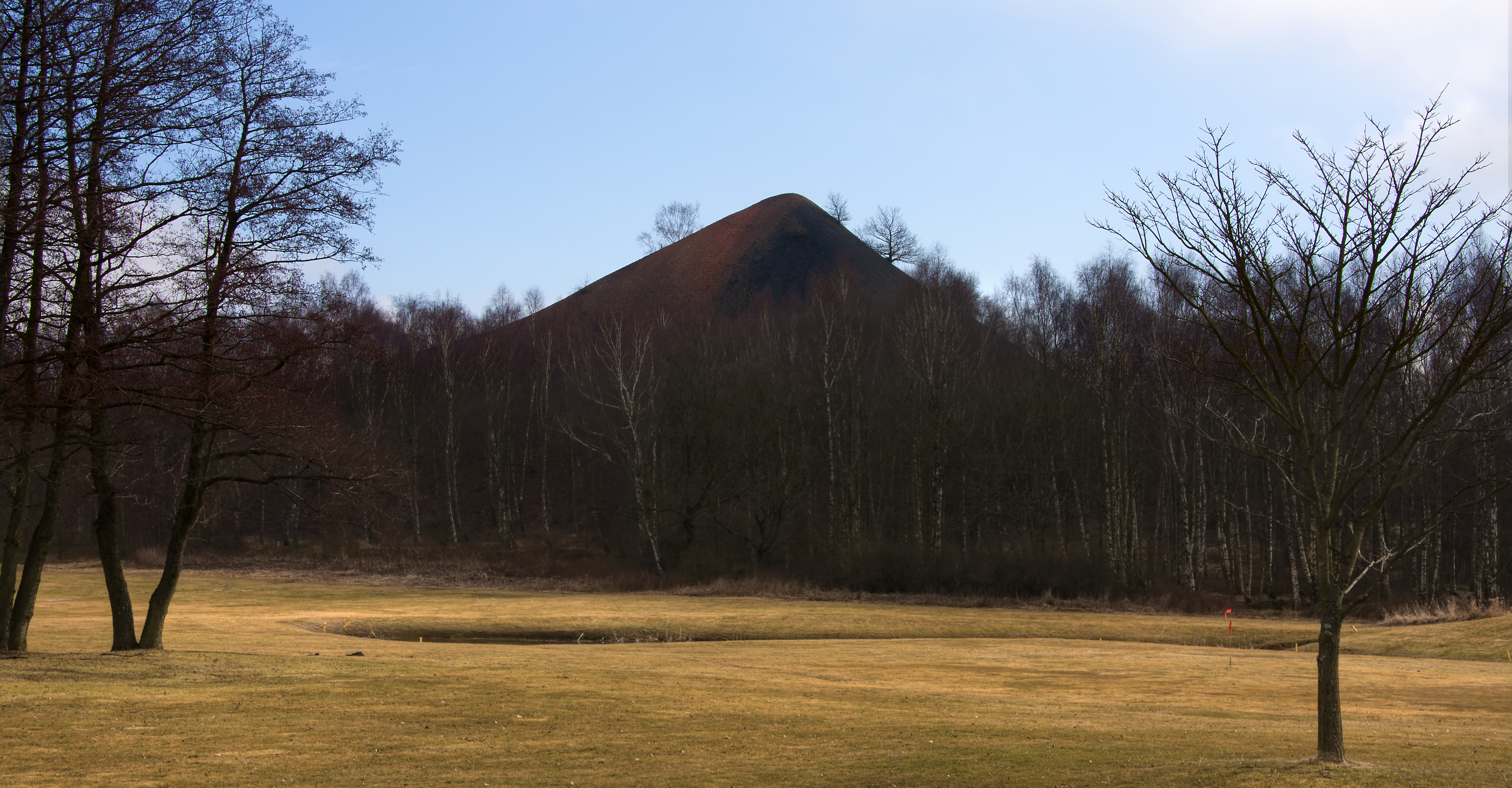
Slagghög utanför Billesholm i Skåne.

Slagg är ett ometalliskt ämne, en biprodukt som uppstår vid olika typer av metallurgiska processer ur medföljande bergart, gjorda tillsatser eller reaktioner med syre och andra metalloider.
Med slagg eller slaggämnen betecknas även onyttiga ämnen, som utsöndras vid matspjälkning.

## Innehåll och egenskaper
Slagg består huvudsakligen av oxider i form av oönskade ämnen och metaller, och metall med alltför hög föroreningshalt, och avskiljs till exempel som masugnsslagg (se masugnsprocess). Slagg kan också även uppstå vid oxidation av metall vid smält- och värmningsprocesser. När smält metall stelnar kan legeringsämnen (till exempel aluminium) med hög affinitet till syre utskiljas som oxider och bilda slagginneslutningar i den stelnade metallen. Slagg kallas även de sintrade klumpar av obrännbart material och aska som bildas vid förbränning av fasta bränslen som kol och koks.
Vid många metallurgiska processer är slagg inte bara ett ämne som skall frånskiljas och bortskaffas; vid till exempel svavelrening och fosforrening används reaktioner mellan slagg och metaller för rening. En oxiderande slagg kan användas för att bortskaffa kol ur en kolhaltig smälta, s.k. slaggfärskning. Den stelnade slaggen är vanligtvis glasartad till utseendet, och kan utnyttjas som råvara inom annan industri; ex. vid tillverkning av cement, byggelement och mineralull samt för vägfyllnad. Slagg från basisk ståltillverkning innehåller fosfor och används vid tillverkning av gödningsmedel.

## Byggmaterial
Masugnsslagg användes från mitten av 1700-talet, speciellt i Bergslagen, som byggnadsmaterial. Att bygga hus av slaggflis introducerades i Sverige på 1760-talet av bergsrådet Anton von Swab, så kallade slagghus. De var hållbara och ingen professionell murare behövdes vid bygget. Markscheidern Erik Geisler uppfann tekniken att gjuta block, så kallade "slaggostar" eller "slaggtegel", som murades i förband och gjorde husen ännu stadigare. Innan slaggen hann stelna tappade man ut den i formar för att gjuta den till block (något större än murtegel). Både bostadshus och industribyggnader byggda av slaggsten kan än idag ses vid gamla järnbruk. Till exempel tillverkades 26 351 slaggtegel år 1902 i Marnäs hytta, Ludvika. De sista slaggteglen tillverkades på 1950-talet i Sandviken.
Slaggtegel var svåra att gjuta därför dominerar slaggflis som förekom i gjutna konstruktioner. Det resulterade i en ojämn fasadyta som gömdes under ett lager av puts. Den Forsgrenska stilen (uppkallad efter ingenjören Olof Forsgren) gjorde denna "brist" till ett estetiskt uttrycksmedel. Istället för att putsa fasaderna och på det viset dölja den ojämna slaggflisen, lät Forsgren byggnadens fasader vara obehandlade med undantag av lister, hörnkedjor och omfattningar kring dörr- och fönsteröppningar, som fick vit, slät puts.

## Slaggvarp
Eftersom slaggen annars var ett relativt värdelöst material kastades den ofta på slagghögar (slaggvarp) omkring smältverket, vilka har kommit att dominera gruvlandskap och liknande runt om Sverige. Dessa slaggvarp skall dock ej förväxlas med varp från gruvbrytningen. Den blåa slaggen utan föroreningar kallas i Bergslagen bergslagssten och den kan vidarebearbetas till exempelvis smycken. Avsättningar av stelnad slagg vid blästerformorna eller på kallare delar av murverket i schaktugnar och härdar för metallsmältning kallas nas.